# Charles Fitzroy, I barone Southampton
Charles Fitzroy, I barone Southampton (25 giugno 1737 – 21 marzo 1797), è stato un nobile e ufficiale inglese.

## Biografia
Era il secondogenito di Augustus FitzRoy, figlio di Charles FitzRoy, II duca di Grafton, e di sua moglie, Elizabeth Cosby, figlia di William Cosby, governatore di New York.

## Carriera
Nel 1752 si arruolò nel 1º reggimento delle Grenadier Guards. Nel 1756 fu nominato capitano e divenne aiutante di campo di Ferdinando di Brunswick-Wolfenbüttel, nella battaglia di Minden e di Kirchdenkern , durante la Guerra dei sette anni. Nel 1760 è stato nominato Lord of the Bedchamber del re, carica che mantenne fino al 1762. Nel 1772 venne nominato colonnello del 3º reggimento dei dragoni.
Nel 1780 venne creato barone Southampton.
Fu deputato per Orford (1759-1761), per Bury St Edmunds (1761-1774) e per Thetford (1774-1780).

## Matrimonio
Sposò, il 27 luglio 1758, Anne Warren, figlia del vice ammiraglio Sir Peter Warren e di Ann de Lancy. Ebbero undici figli:
- Lady Georgiana Fitzroy (?-6 febbraio 1835), sposò Sir William Ponsonby, ebbero cinque figli;
- Lady Louise, sposò James Allen, non ebbero figli;
- George FitzRoy, II barone Southampton (7 agosto 1761-24 giugno 1810);
- Lord Charles FitzRoy (5 settembre 1762-18 ottobre 1831), sposò Eliza Barlow, non ebbero figli;
- Lord William Fitzroy (21 luglio 1764-28 agosto 1786);
- Lord Henry Fitzroy (13 settembre 1765-19 marzo 1794), sposò Lady Anne Wellesley, ebbero una figlia;
- Lady Charlotte Fitzroy (3 luglio 1767-22 novembre 1828), sposò Arthur Hill-Trevor, II visconte Dungannon, ebbero due figli;
- Lord Warren Fitzroy (1º settembre 1768-24 maggio 1806), sposò Maria Teresa d'Isacco, non ebbero figli;
- Lord Frederick Fitzroy (10 ottobre 1769);
- Lady Emily Fitzroy (26 dicembre 1770-8 giugno 1800), sposò William Bagot, II barone di Bromley, ebbero una figlia;
- Lord William FitzRoy (12 dicembre 1773-19 maggio 1837), sposò Catherine Haughton Clarke, ebbero cinque figli.

## Morte
Morì il 21 marzo 1797, all'età di 59 anni.

## Ascendenza
|                                          |                     |                                              | Genitori                                  |  |  | Nonni |  |  | Bisnonni                            |  |  | Trisnonni                  |  |
|                                          |                     |                                              |                                           |  |  |       |  |  | 8. Henry FitzRoy, I duca di Grafton |  |  | 16. Carlo II d'Inghilterra |  |
|                                          |                     |                                              |                                           |  |  |       |  |  | 8. Henry FitzRoy, I duca di Grafton |  |  | 16. Carlo II d'Inghilterra |  |
|                                          |                     | 17. Barbara Villiers                         |                                           |  |  |       |  |  | 8. Henry FitzRoy, I duca di Grafton |  |  |                            |  |
| 4. Charles FitzRoy, II duca di Grafton   |                     |                                              |                                           |  |  |       |  |  | 8. Henry FitzRoy, I duca di Grafton |  |  |                            |  |
|                                          |                     | 9. Isabella Bennet, II contessa di Arlington | 18. Henry Bennet, I conte di Arlington    |  |  |       |  |  |                                     |  |  |                            |  |
|                                          |                     | 9. Isabella Bennet, II contessa di Arlington | 18. Henry Bennet, I conte di Arlington    |  |  |       |  |  |                                     |  |  |                            |  |
|                                          |                     | 9. Isabella Bennet, II contessa di Arlington | 19. Elisabetta di Nassau-Beverweerd       |  |  |       |  |  |                                     |  |  |                            |  |
| 2. Augustus FitzRoy                      |                     | 9. Isabella Bennet, II contessa di Arlington |                                           |  |  |       |  |  |                                     |  |  |                            |  |
|                                          |                     | 10. Charles Somerset, marchese di Worcester  | 20. Henry Somerset, I duca di Beaufort    |  |  |       |  |  |                                     |  |  |                            |  |
|                                          |                     | 10. Charles Somerset, marchese di Worcester  | 20. Henry Somerset, I duca di Beaufort    |  |  |       |  |  |                                     |  |  |                            |  |
|                                          |                     | 10. Charles Somerset, marchese di Worcester  | 21. Mary Capell                           |  |  |       |  |  |                                     |  |  |                            |  |
| 5. Henrietta Somerset                    |                     | 10. Charles Somerset, marchese di Worcester  |                                           |  |  |       |  |  |                                     |  |  |                            |  |
|                                          |                     | 11. Rebecca Child                            | 22. Josiah Child di Wanstead, I baronetto |  |  |       |  |  |                                     |  |  |                            |  |
|                                          |                     | 11. Rebecca Child                            | 22. Josiah Child di Wanstead, I baronetto |  |  |       |  |  |                                     |  |  |                            |  |
|                                          |                     | 11. Rebecca Child                            | 23. Mary Atwood                           |  |  |       |  |  |                                     |  |  |                            |  |
| 1. Charles Fitzroy, I barone Southampton |                     | 11. Rebecca Child                            |                                           |  |  |       |  |  |                                     |  |  |                            |  |
|                                          | 12. Alexander Cosby | 24. Francis Cosby                            |                                           |  |  |       |  |  |                                     |  |  |                            |  |
|                                          | 12. Alexander Cosby | 24. Francis Cosby                            |                                           |  |  |       |  |  |                                     |  |  |                            |  |
|                                          | 12. Alexander Cosby | 25. Anna Loftus                              |                                           |  |  |       |  |  |                                     |  |  |                            |  |
| 6. William Cosby                         | 12. Alexander Cosby |                                              |                                           |  |  |       |  |  |                                     |  |  |                            |  |
|                                          |                     | 13. Elizabeth L'Estrange                     | 26. Henry L'Estrange                      |  |  |       |  |  |                                     |  |  |                            |  |
|                                          |                     | 13. Elizabeth L'Estrange                     | 26. Henry L'Estrange                      |  |  |       |  |  |                                     |  |  |                            |  |
|                                          |                     | 13. Elizabeth L'Estrange                     | 27. Elizabeth Sandes                      |  |  |       |  |  |                                     |  |  |                            |  |
| 3. Elizabeth Cosby                       |                     | 13. Elizabeth L'Estrange                     |                                           |  |  |       |  |  |                                     |  |  |                            |  |
|                                          |                     | 14. Edward Montagu                           | 28. George Montagu                        |  |  |       |  |  |                                     |  |  |                            |  |
|                                          |                     | 14. Edward Montagu                           | 28. George Montagu                        |  |  |       |  |  |                                     |  |  |                            |  |
|                                          |                     | 14. Edward Montagu                           | 29. Elizabeth Irby                        |  |  |       |  |  |                                     |  |  |                            |  |
| 7. Grace Montagu                         |                     | 14. Edward Montagu                           |                                           |  |  |       |  |  |                                     |  |  |                            |  |
|                                          |                     | 15. Elizabeth Pelham                         | 30. John Pelham, III baronetto            |  |  |       |  |  |                                     |  |  |                            |  |
|                                          |                     | 15. Elizabeth Pelham                         | 30. John Pelham, III baronetto            |  |  |       |  |  |                                     |  |  |                            |  |
|                                          |                     | 15. Elizabeth Pelham                         | 31. Lucy Sydney                           |  |  |       |  |  |                                     |  |  |                            |  |
|                                          |                     | 15. Elizabeth Pelham                         |                                           |  |  |       |  |  |                                     |  |  |                            |  |